# 6111 Davemckay
6111 Davemckay este un asteroid din centura principală de asteroizi.

## Descriere
6111 Davemckay este un asteroid din centura principală de asteroizi. A fost descoperit pe 20 septembrie 1979 la Observatorul Palomar de Schelte J. Bus. Asteroidul prezintă o orbită caracterizată de o semiaxă mare de 2,45 ua, o excentricitate de 0,20 și o înclinație de 4,0° în raport cu ecliptica.